# Kiełpinek (Gdańsk)
Kiełpinek (inna nazwa: Kiełpinko, kaszb. Kôłpinkò lub też Kôłpink, Dólné Kôłpino, Czełpinkò, niem. Klein Kelpin, dawniej Klein Kolpin) – osiedle w Gdańsku, położone w dzielnicy Jasień. 

## Położenie
Kiełpinek leży w północno-zachodnim krańcu dzielnicy Jasień. Od północy graniczy z dzielnicami Matarnia i Brętowo, poprzez Trójmiejski Park Krajobrazowy, a od zachodu z dzielnicą Kokoszki, a dokładniej z Karczemkami, wzdłuż Obwodnicy Trójmiasta. Na terenie Kiełpinka, w Trójmiejskim Parku Krajobrazowym znajduje się rezerwat przyrody Dolina Strzyży, przez który przepływa struga Strzyża, zasilana w tym miejscu przez Kiełpińską Strugę oraz Potok Jasień, który wyznacza wschodnią granicę osiedla. Od południa natomiast, osiedle ogranicza Aleja Armii Krajowej.
Prowadzi tędy Szlak Skarszewski – zielony znakowany szlak turystyczny.

## Historia
Prywatna wieś szlachecka Kiełpinko położona była w drugiej połowie XVI wieku w powiecie gdańskim województwa pomorskiego. Kiełpinek to pozostałość po dawnej wsi sołeckiej, przyłączonej w granice administracyjne miasta w 1973. Należy do okręgu historycznego Wyżyny. Historycznie do Kiełpinka należą również Karczemki, które obecnie jednak znajdują się w granicach dzielnicy Kokoszki.
W Kiełpinku istniał majątek ziemski, składający się z dworu oraz kilku zabudowań (których część istnieje).
Przed końcem II wojny światowej w okolicy współczesnego CH Auchan funkcjonowała stacja kolejowa Klein Kelpin, leżąca na trasie linii kolejowej Wrzeszcz – Stara Piła – Żukowo – Kartuzy (uruchomionej 1 maja 1914). 24 marca 1945 Kiełpinek został zajęty przez Armię Czerwoną. 25 marca 1945, wskutek zniszczenia wiaduktów, trwale zakończyła działalność linia kolejowa Gdańsk Wrzeszcz - Stara Piła. Po zakończeniu II wojny światowej majątek w Kiełpinku przeszedł na rzecz Skarbu Państwa. W 1953 powstało Państwowe Gospodarstwo Rolne Kiełpinek. Powstało sześć nowych budynków w okolicy skrzyżowania ulic Szczęśliwej z Przytulną, zasiedlonych przez osoby, które przybyły w poszukiwaniu pracy. PGR zajmował się hodowlą świń oraz uprawą zbóż i ziemniaków. PGR został zlikwidowany ok. 1970. W 1970 rozpoczęły działalność Zakłady Transportu Mięsnego (parking dla ciężarówek i warsztaty samochodowe). 1 stycznia 1973 Kiełpinek został przyłączony do Gdańska. Ok. 1981 w Kiełpinku rozpoczęła działalność Spółdzielnia Produkcyjno-Rolnicza „Morena”.
Obecnie znajduje się tam głównie nowoczesne, rozrastające się osiedle Wiszące Ogrody oraz centrum handlowe, w którego skład wchodzą m.in. hipermarkety Auchan i Leroy Merlin.

## Transport i komunikacja
Nieopodal osiedla przebiegają ul. Kartuska prowadząca do centrum miasta oraz Trasa W-Z (Aleja Armii Krajowej). Na granicy Kiełpinka z Karczemkami znajduje się węzeł drogi krajowej nr 7 z obwodnicą Trójmiasta (droga ekspresowa S6). 
1 września 2015 został oddany do użytku przystanek o nazwie Gdańsk Kiełpinek, przy którym zatrzymują się pociągi PKP SKM Trójmiasto oraz Polregio.
Na Kiełpinek (a także Kokoszki) dojeżdżają autobusy komunikacji miejskiej ZKM Gdańsk.